# Marvin Leonard Goldberger
Marvin Leonard Goldberger (Chicago, 22 de outubro de 1922 – 26 de novembro de 2014) foi um físico teórico estadunidense.
Foi professor de física da Universidade de Princeton, de 1957 a 1977. recebeu o Prêmio Dannie Heineman de Física Matemática de 1961.